# Phlyctaenodini
Phlyctaenodini  (лат.) — триба жуков-усачей из подсемейства настоящих усачей.

## Описание
Переднегрудь сильно сужена около вершины. Членики усиков постепенно сужаются. Шея короткая. Переднегрудь сильно сужена около вершины. Бёдра обычно веретенообразные.

## Классификация
Представители трибы встречаются в Австралии и Неотропической области. Она включает 17 родов. В составе трибы:
- Agapanthida White, 1846
- Ambeodontus Lacordaire, 1869
- Ancylodonta Blanchard in Gay, 1851
- Astetholea Bates, 1874
- Astetholida Broun, 1880
- Bardistus Newman, 1841
- Blosyropus Redtenbacher, 1868
- Diotimana Hawkins, 1942
- Imerinus Gahan, 1890
- Marileus Germain, 1897
- Montrouzierina Vives, Sudre, Mille & Cazères, 2011
- Ommidion Newman, 1840
- Parasemnus Martins, 1998
- Phlyctaenodes Newman, 1840
- Pseudophlyctaenodes Vives, Sudre, Mille & Cazères, 2011
- Pseudosemnus Broun, 1893
- Tricheops Newman, 1838